# Little Lorraine
Little Lorraine är en kanadensisk kriminaldramafilm, som har en planerad premiär i september 2025 på Toronto International Film Festival. Filmen är regisserad av Andy Hines som även skrivit filmens manus tillsammans med Adam Baldwin.

## Handling
Little Lorraine, en liten kuststad vid Nordatlanten med 60 invånare, dras in i en internationell kokainsmugglingsoperation mitt framför ögonen på flera regeringar. Drogerna distribueras i kistor via ett nätverk av begravningsbyråer.

## Rollista (i urval)
- Stephen Amell
- Sean Astin
- J Balvin
- Matt Walsh
- Rhys Darby
- Stephen McHattie
- Steve Lund
- Sugar Lyn Beard
- Hugh Thompson
- Mike Dopud